# 어귀

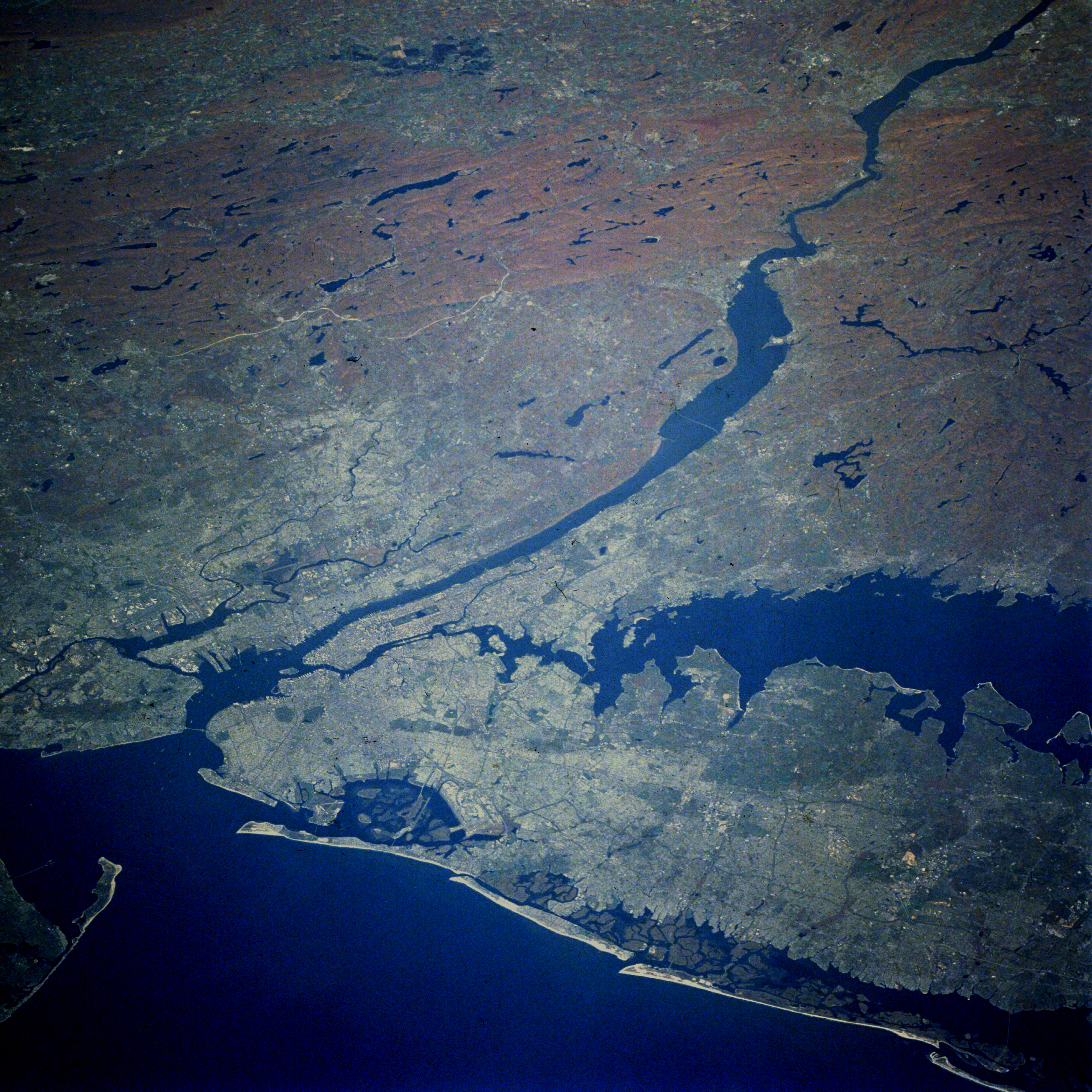
뉴욕-뉴저지 하버 어귀

어귀는 하구의 끝에서 약간의 염분이 있는 기수가 흐르는 곳을 말한다. 삼각형 모양으로 벌어진 어귀는 삼각강이라고 부른다.
어귀는 하나 이상의 강이나 개울로부터 담수가 흘러 들어가는 해안 지역으로 기수로 이루어져 있고 부분적으로 육지로 둘러싸여있으며, 넓은 바다와 자유로운 물순환이 이루어진다.
어귀는 에코톤으로 알려진 강 환경과 해양 환경 사이의 전환 영역을 형성한다. 어귀는 조수, 파도, 해수과 같은 해양 영향과 담수 및 퇴적물의 흐름과 같은 강의 영향을 받는다. 해수와 담수의 혼합은 수층과 퇴적물에 상당한 영양분을 제공함으로써, 어귀를 세계에서 가장 생산적인 자연 서식지 중 하나로 만든다.
대부분의 기존 하수는 약 10,000~12,000년 전에 해수면이 상승하기 시작했을 때 침식된 강의 범람, 또는 빙하로 깎인 계곡이 형성되는 시기인 홀로세에 형성되었다. 어귀는 일반적으로 지형학적 특징이나 물순환 패턴에 따라 분류된다. 만, 항만, 석호, 후미 또는 사운드와 같은 다양한 이름 갖기도 한다. 비록 이 중 몇 개는 위의 정의를 전혀 충족시키지 못하며, 단순한 해수일 수 있다.
많은 어귀는 토양 침식, 삼림 벌채, 과도한 방목, 남획 및 습지 채우기를 포함한 다양한 요인으로 인해 변질된다.

## 정의
“어귀”를 의미하는 “estuary”라는 단어는 바다의 조수 입구 혹은 삼각강 의미하는 라틴어 “aestuarium”에서 유래되었고, “aestuarium”는 조수를 의미하는 “aestus”라는 용어에서 유래되었다. 어귀를 설명하기 위해 제안된 많은 정의가 있다 가장 널리 알려진 정의는 이렇다. “열린 바다와의 자유로운 물순환을 할 수 있는 반이 육지로 둘러싸여 있는 해안 수역.그리고 그 안에서 해수는 육지에서 흐르는 하수에 의해 분명하게 희석된다.” 그러나 이 정의는 연안석호와 기수성 바다와 같은 해안 수역에는 해당되지 않는다. 어귀의 더 포괄적인 정의는 조수한계, 즉 조수의 변동이 일정량 미만인 상류에서 가장 먼 지점 또는 염분이 침입할 수 있는 한계까지의 바다와 연결된 반이 육지로 둘러싸여 있는 수역이며 담수의 유출이 일어난다. 그러나 담수의 유입은 지속적이지 않을 수 있고, 바다와의 연결이 연중 부분적으로 폐쇄될 수 있으며, 조수의 영향은 무시되어도 될 만큼 미미할 것이다. 이 포괄적인 정의엔는, 피요르드(협만), 석호, 어귀와 비슷하지만 더 포괄적인 의미를 가진 하구, 그리고 조류 세곡이 포함된다. 어귀는 조수 리듬에 따라 해수가 들어가듯이, 열린 바다와의 연결이 있는 역학적인 생태계이다. 어귀로 들어가는 해수는 강과 하천으로부터 흘러 들어온 담수에 의해 희석된다. 희석되는 방식은 어귀마다 다르며, 담수의 양, 조수 범위 및 어귀에서의 물의 증발 정도에 따라 달라진다.

## 물 순환 형태에 따른 분류
어귀의 특징을 결정하는 요인으로는 어귀의 형태, 어귀의 위쪽에서 들어오는 강물의 양, 그리고 어귀 입구의조차 등 세 가지가 있다. 바람, 얼음, 코리올리 효과 등과 함께 밀도가 다른 물의 혼합, 조석의 상승과 하강, 강물 흐름의 변화 등으로 어귀의 물의 순환 형태는 대단히 복잡하게 된다.

### 염수 쐐기형[1]
가장 간단한 순환 형태를 갖는다. 이것은 조석이 약하거나 중간 정도인 바다로 많은 강물이 급격히 유입하는 곳에서 만들어진다. 나가는 담수가 들어오는 해수를 쐐기 형태로 만들어 놓게 된다. 이곳에서는 밀도 차에 의해서 담수가 점차 얇아지는 층으로 해수의 위로 흐르게 된다. 염수의 쐐기는 저조시나 강물이 강할 때는 바다 쪽으로 후퇴하고, 조위가 상승하거나 강물이 약해지면 육지 쪽으로 되돌아온다. 일부 해수는 염수 쐐기로부터 급경사를 이루고 있는 쐐기의 윗부분 경계층을 통해서 밖으로 흘러 나가는 담수에 혼합되고 바다로부터 새로운 해수가 들어와서 그것을 보충하게 된다. 이러한 방법으로 바다로부터 영양염과 퇴적물이 어귀로 들어올 수도 있다. 염수 쐐기형 어귀의 예로 허드슨강과 미시시피강을 들 수 있다.

### 완전 혼합형[2]
강물이 좀 더 천천히 흐르고 조차가 보통이거나 클 경우 생긴다. 그 이름이 암시하는 것처럼 이 어귀는 외해 방향으로 담수와 해수가 서로 다른 비율로 혼합된 물로 이루어져 있다. 조석에 의한 난류가 물을 혼합시키고 강의 흐름이 그 물을 바다 쪽으로 밀게 된다. 강렬한 난류 혼합과 와류 효과로 인해 담수와 해수의 경계가 없어진다. 델라웨어 만, 뉴저지의 라리 탄 강, 컬럼비아 강이 그 예이다.

### 부분 혼합형[3]
조차가 보통이거나 크고 강물이 많은 곳에서 수심이 깊은 어귀이다. 부분 혼합형 어귀는 염수 쐐기형과 완전 혼합형의 특징을 조금씩 갖고 있다. 바다로 흐르는 표층 담수의 밑에서 해수가 들어오고 있고 연결부에서 혼합이 일어나고 있다. 조석력이 증가하면 하천의 출력이 해양의 입력보다 적다. 여기서 전류에 의해 야기된 난류는 수주 전체의 혼합을 일으켜 염분이 수직 방향이 아닌 길이 방향으로 변화하여 적당히 계층화된 상태로 이어진다. 예를 들어, 영국의 테임스 강, 샌프란시스코 만, 체사 피크 만 등이 있다.

### 피요르드형[4]
빙하가 해수면 아래로 급경사의 U자형 계곡을 판 곳에서 만들어진다. 피요로드형 어귀는 전형적으로 표면적이 작고 강물 유입이 많으며 조석 혼합이 적다. 강물은 밑에 있는 해수와는 거의 접촉이 없이 표면에서 바다로 들어간다. 급경사의 턱이 있는 피요르드 형 어귀에서는 바다 위에 정체된 물의 층- 산소와 영양염이 거의 없는 차가운 물-이 만들어진다.

### 역전형[5]
건조지역 연안에서 강물이 흐르지 않을 때 만들어진다. 이러한 어귀의 제일 위 쪽의 해수가 증발하면 염분 최대 구역이 형성되어 바다로부터 해수가 어귀로 흘러 들어오게 되고, 염분이 바다에서 어귀의 상류 쪽으로 증가하는 형태가 된다. 멕시코의 Baja 반도의 태평양 연안, 호주 남부의 스펜서 만, 미국의 걸프 연안에서 흔히 나타난다.

## 해양 생물에 미치는 영향
어귀는 온도, 염도, 탁도, 깊이, 그리고 흐름이 조수에 반응하여 매일 변화하는 믿기 힘들 정도로 역동적인 시스템이다. 이러한 역동성은 어귀들을 매우 생산적인 서식지로 만들지만 많은 종들이 일년 내내 생존하는 것 또한 어렵게 만든다. 그 결과, 어류 군락에서 크고 작은 어귀들은 강한 계절적 변화를 겪는다. 겨울철에는 어류공동체가 강인한 해양거주자들에 의해 지배되고, 여름에는 다양한 해양 어류와 소하성 어류들이 어귀를 드나들며 그들의 높은 생산성을 자본화한다. 어귀는 생활환 완성을 위해 어귀에 의존하는 다양한 종에게 중요한 서식지를 제공한다. 태평양 청어는 강어귀와 만에 알을 낳는 것으로 알려져 있으며, 인상어는 강어귀에서 출산하고, 어린 넙치와 볼락은 강어귀로 이동하여 뒤를 이어 가며, 소하성 연어과 어류와 칠성장어들은 어귀를 이주 경로로 사용한다. 또한, 흑꼬리도요와 같은 철새의 개체 수는 어귀에 국한되어 있다.
어귀 생활의 두 가지 주요 과제는 염도와 침전물의 가변성이다. 많은 어종과 무척추동물은 염분 농도의 변화를 조절하거나 형성하는 다양한 방법을 가지고 있으며 그것들을 삼투 순응형, 삼투 조절형 동물이라고 부른다. 많은 동물들이 또한 포식을 피하고 보다 안정적인 침전 환경에서 살기 위해 굴을 파고 있다. 그러나, 많은 수의 박테리아가 매우 높은 산소 수요를 포함한 침전물 속에서 발견된다. 이는 종종 침전물 내의 산소 농도를 감소시켜 부분적인 무산소 상태를 초래하고 제한된 물의 흐름에 의해 더욱 더 악화될 수 있다.
식물성 플랑크톤은 어귀의 주요 생산자이다. 그것들은 수체와 함께 움직이며 조수를 통해 안팎으로 쏟아져 나올 수 있다. 그들의 생산성은 물의 탁도에 크게 의존한다. 현재 존재하는 주요 식물성 플랑크톤은 침전물에 풍부하게 존재하는 돌말류와 와편모조이다. 박테리아를 포함하여 어귀에 서식하는 많은 생물들의 주요 식량원은 침전물의 침전으로부터의 쓰레기라는 것을 기억하는 것이 중요하다.

## 인간의 영향
1990년대 초 세계 32대 도시 가운데 22개 도시가 어귀에 위치해 있었다. 생태계로서, 어귀들은 환경오염과 남획과 같은 인간들의 활동으로부터 위협을 받고 있다. 또한 어귀는 하수, 해안 정착지, 토지 정리 그리고 더한 것들에 의해 위협을 받고 있다.
어귀는 먼 상류에서 일어나는 현상들의 영향을 받고, 오염물질과 퇴적물 등과 같은 물질들을 농축한다. 토지의 고갈과 산업, 농업, 그리고 생활 폐기물이 하천으로 유입되어 어귀로 배출된다. 그렇게 되면 플라스틱, 살충제, 퓨란, 다이옥신, 페놀, 중금속 등 해양 환경에서 빠르게 분해되지 않는 오염 물질이 유입될 수 있다.